# Command & Conquer (игра, 2013)
Command & Conquer, ранее известная как Command & Conquer: Generals 2 — компьютерная игра, стратегия в реальном времени из серии Command & Conquer, изначально являвшаяся продолжением Command & Conquer: Generals. Ранее была анонсирована на 2013 год.
29 октября 2013 года было объявлено об отмене игры.

## Разработка
Игра разрабатывалась на условно-бесплатной основе, что включает в себя оплату за такой цифровой контент, как покупка генералов за деньги, улучшение их функций, а также Премиум-статус, как в Battlefield 3. Этот статус добавляет в игру режимы, такие как Уничтожение или 1vs1, а также возможность выбора карты и цвета фракции.
Закрытое альфа-тестирование игры стартовало 29 марта 2013 года, и изначально включало в себя около 30-40 человек — лидеров различных C&C-сообществ со всего мира. Вплоть до июня тестирование проходило только по выходным дням, оставляя разработчикам будние дни на доработку игры. С июня тестирование перешло в режим 24/7. До сентября обновления в игре проходили 1 раз в месяц, и начиная с сентября — 2 раза в месяц. При старте тестирования в наличие имелись только три стандартные фракции, постепенно добавили генералов таким образом, что по состоянию на середину октября 2013 года, их было уже 18. Начиная с июня постепенно к тестированию стали подключать так же и обладателей коллекции C&C The Ultimate Collection, и к октябрю игроков насчитывалось уже более 7 тысяч человек. 1 октября с тестирования официально снят статус NDA, и появилась возможность легально распространять информацию по игре.

## Геймплей
Разработчики заявили, что игра возвращается к канонам серии, признав Tiberian Twilight не оправдавшей ожиданий. В игре планировалось вернуть фирменные атрибуты серии, например постройка основных зданий и необходимость сбора ресурсов, а также управление большими армиями.

## Прекращение разработки
29 октября 2013 года было объявлено об отмене игры. В открытом письме, опубликованном на официальном сайте, разработчики заявили, что после бета-тестирования и опроса игроков стало ясно, что игра не соответствует ожиданиям и требованиям к качеству, в связи с чем разработка была остановлена.
По слухам, студия Victory Games, занимавшаяся разработкой игры, была распущена. Новый Command & Conquer должен был стать первой игрой этой студии, что сделало бы её третьим по счёту разработчиком серии C&C, после Westwood Studios и EA Los Angeles.
В ноябре 2013 года, EA объявила, что игра по-прежнему разрабатывается, а владельцы Command & Conquer Ultimate Collection всё ещё получают приглашения на бета-тестирование. В планах EA были поиски новой студии-разработчика для перезагрузки проекта, однако дополнительной информации по игре больше не поступало.